# 绍莫
绍莫（法語：Chaumot，法語發音：[ʃomo]）是法国勃艮第-弗朗什-孔泰大区约讷省的一个市镇，属于桑斯区。

## 地理
绍莫（48°4'51"N, 3°13'5"E）面积14.86 平方千米，位于法国勃艮第-弗朗什-孔泰大區约讷省，该省份为法国中北部内陆省份，西接卢瓦雷省，西北接塞纳-马恩省，南至涅夫勒省，东临科多尔省，东北与奥布省接壤。
与绍莫接壤的市镇（或旧市镇、城区）包括：马尔桑日、比西勒勒波、埃格里塞勒-勒博卡日、皮丰、鲁松、韦尔努瓦。

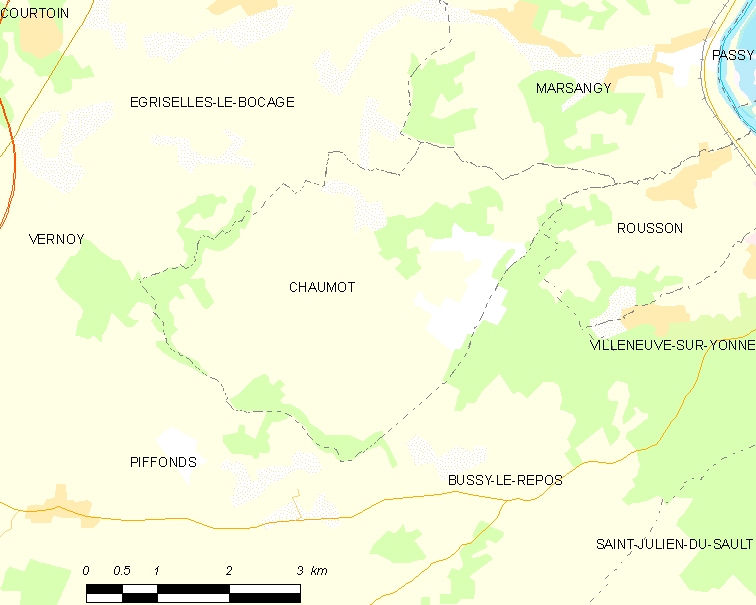
绍莫的OSM定位图

绍莫的时区为UTC+01:00、UTC+02:00（夏令时）。

## 行政
绍莫的邮政编码为89500，INSEE市镇编码为89094。

## 政治
绍莫所属的省级选区为约讷河畔新城县。

## 人口

1962-2008年间绍莫人口变化图示

绍莫于2022年1月1日时的人口数量为701人。